# Ministerie van Infrastructuur en Waterstaat
Das niederländische Ministerie van Infrastructuur en Waterstaat (abgekürzt: IenW; deutsch Ministerium für Infrastruktur und Wasserwirtschaft) ist ein Infrastruktur- und Umweltministerium. 

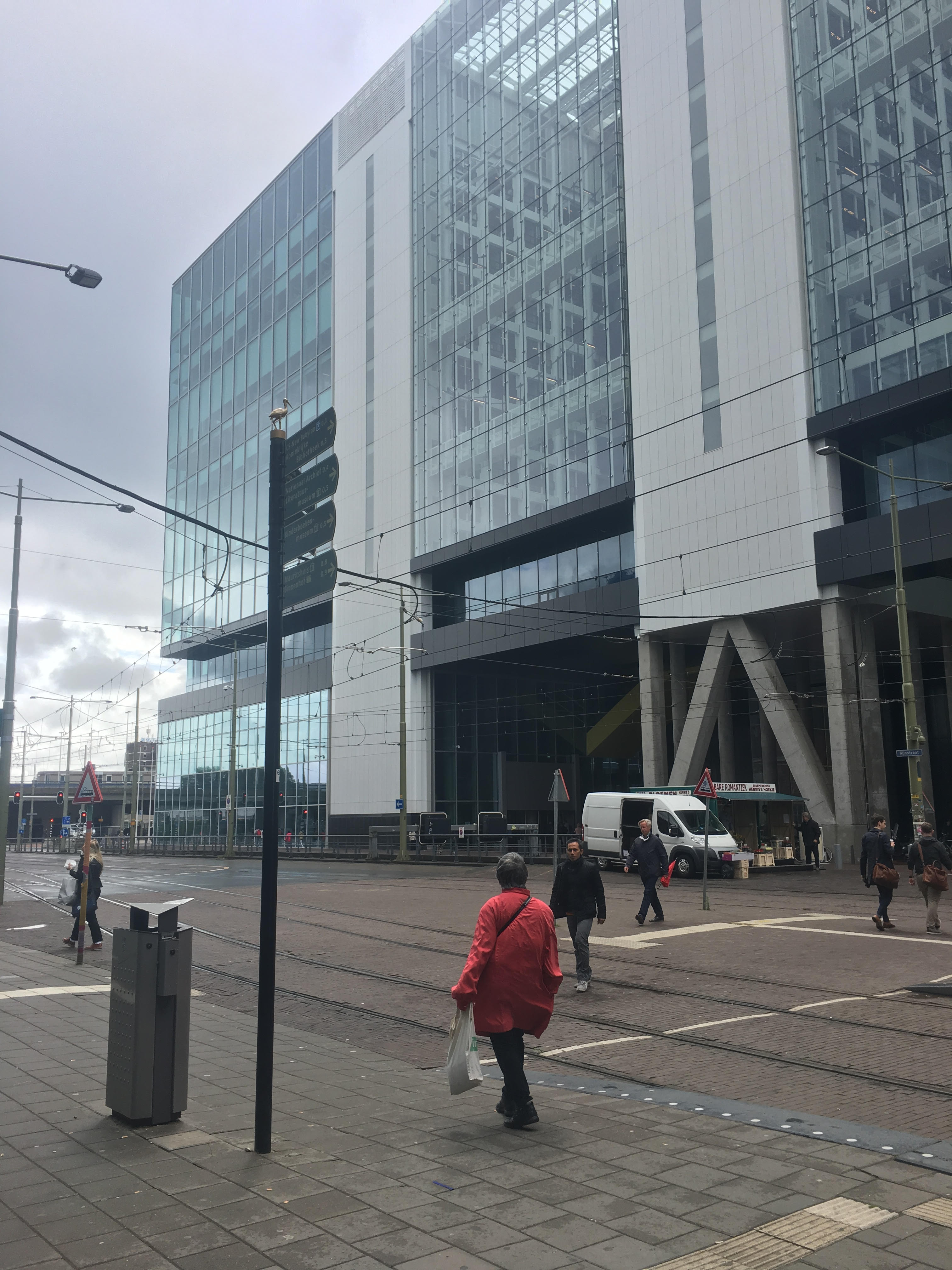
Amtsgebäude des Ministeriums für Infrastruktur und Wasserwirtschaft in Den Haag

Es entstand im Oktober 2010 unter den Namen Ministerie van Infrastructuur en Milieu (deutsch Ministerium für Infrastruktur und Umwelt) durch Zusammenlegung des Verkehrsministeriums (Ministerie van Verkeer en Waterstaat) mit Teilen des Ministeriums für Wohnen, Raumordnung und Umwelt (Ministerie van Volkshuisvesting, Ruimtelijke Ordening en Milieubeheer).
Ministerin ist seit dem 3. Juni 2025  Sophie Hermans (VVD).